# Малая Сатка
Ма́лая Са́тка — река в Саткинском районе Челябинской области России, на Южном Урале. Устье реки находится на 51 км по левому берегу реки Большая Сатка (Саткинский пруд). Длина реки составляет 45 км, на всем протяжении горная, с прозрачной чистой водой. Максимальная глубина 2,2 метра. Ширина русла в районе устья — 15-20 метров. У реки 44 притока разной протяженности. Площадь водосборного бассейна — 437 км². Основные притоки: Большой Бакал слева в 7,6 км от устья и Карелка справа в 29 км от устья. Через реку по мосту проходит автодорога М5.
В верховьях Малая Сатка протекает по территории национального парка «Зюраткуль». Единственный населённый пункт на берегу — посёлок Сибирка на территории НП «Зюраткуль» и в районе устья — окраина города Сатка. В основном же на берегах Малой Сатки густые леса чередуются с участками лугов.

## Топонимика
Краеведы не пришли к единому мнению о происхождении гидронима Сатка. Поскольку территорию нынешнего Саткинкого района издавна населяли башкиры, то корни названия двух рек, Большой и Малой Сатки, ищут в башкирском языке. По одной из версий, топоним восходит к башкирскому слову сат, сата, что означает «развилина», «перекресток», «междуречье». Возможно, первопоселенцы, давшие рекам такое название, имели в виду место слияния Большой и Малой Сатки. По другой версии, имя Сатка (в некоторых источниках Саткей)' имел один из родов древнебашкирского племени кувакан, заселявшего эти места несколько столетий назад.

## Данные водного реестра
По данным государственного водного реестра России относится к Камскому бассейновому округу, водохозяйственный участок реки — Ай от истока и до устья, речной подбассейн реки — Белая. Речной бассейн реки — Кама.
Код объекта в государственном водном реестре — 10010201012111100021870.